# Bredsted Amt
Bredsted Amt var et amt i Hertugdømmet Slesvig (≈ Sønderjylland) før 1864.
Bredsted Amt bestod af et landskab med flækken Bredsted.
Bredsted Amt blev skabt ved en udskillelse af Nørre Gøs Herred fra Flensborg Amt og en sammenlægning med Bordelum Stiftfogderi i 1785. Fra 1799 var amtmanden fra Husum tillige amtmand i Bredsted. Amtets område svarede stort set til middelalderens Nørre Gøs Herred. Bredsteds oktrojerede koge ved vestkysten stod før 1853 uden for amtets myndighed.
Ved folketællingen i 1860 var der 12.887 indbyggere i amtet, deraf 2.165 i flækken Bredsted og 247 i de oktrojerede koge.

## Amtmænd
Denne liste er ufuldstændig; hjælp gerne med at udfylde den.
- 1768-1772: Christian Adam von Kleist
- 1772-1784: Gregers Christian Haxthausen
- 1784-1799: Gustav Gotthard von Blücher
- 1800-1826: Hans Christoph Diederich Victor von Levetzow
- 1826-1848: Godske von Krogh
- 1850-1864: C.G.W. Johannsen